# Алберсхаузен
Алберсхаузен (њем. Albershausen) општина је у њемачкој савезној држави Баден-Виртемберг. Једно је од 38 општинских средишта округа Гепинген. Према процјени из 2010. у општини је живјело 4.329 становника. Посједује регионалну шифру (AGS) 8117003.

## Географија
Алберсхаузен се налази у савезној држави Баден-Виртемберг у округу Гепинген. Општина се налази на надморској висини од 328 метара. Површина општине износи 6,5 km².

## Становништво
У самом мјесту је, према процјени из 2010. године, живјело 4.329 становника. Просјечна густина становништва износи 666 становника/km².